# Rosersberg
Rosersberg est une localité suédoise située dans la commune de Sigtuna.